# لورنه تیشیرا
لورنه تیشیرا (پرتغالی: Lorenne Teixeira؛ زادهٔ ۸ ژانویهٔ ۱۹۹۶) بازیکن والیبال زن اهل برزیل است.
از باشگاه‌هایی که در آن بازی کرده است می‌توان به باشگاه والیبال اوزاسکو اشاره کرد.